# 케이트 잭슨
케이트 잭슨(Kate Jackson, 1948년 10월 29일 ~ )은 미국의 배우, 텔레비전 프로듀서이다. 드라마 《미녀 삼총사》의 사브리나 던캔 역으로 잘 알려져 있다.

## 텔레비전 시리즈
- 보난자 (드라마)
- 미녀 삼총사
- 새터데이 나이트 라이브
- 앨리 맥빌
- 배트맨 비욘드
- 미녀마법사 사브리나
- 서드 워치
- 패밀리 가이
- 크리미널 마인드